# 羅馬尼亞人

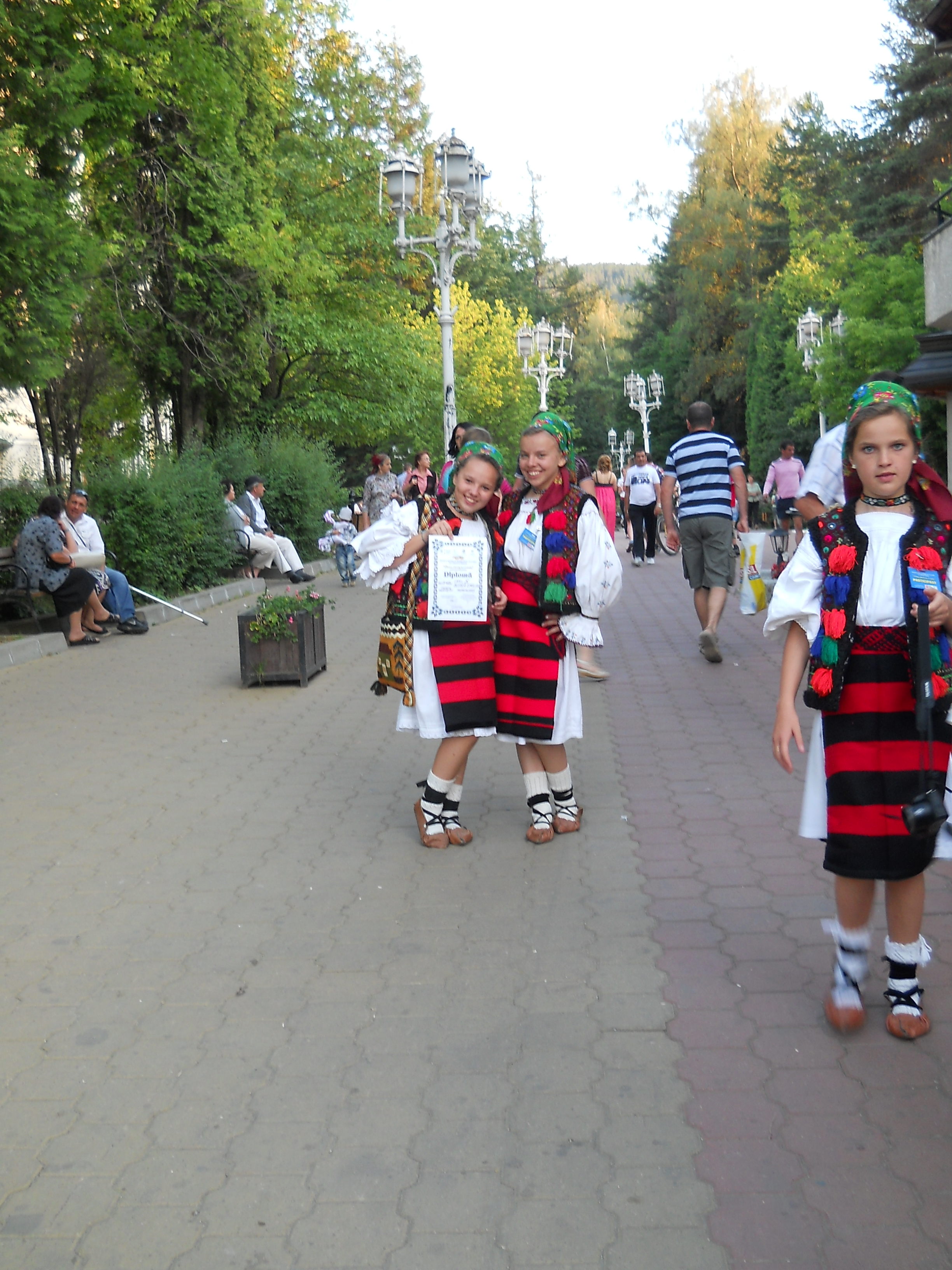
罗马尼亚少女。

羅馬尼亞人（羅馬尼亞語：români）是主要聚居在東南歐巴爾幹半島上的民族，總人口2380萬人左右。大部分羅馬尼亞人分布在羅馬尼亞、摩爾多瓦两國。在羅馬尼亞鄰近巴爾幹半島各國也有少量分布。

## 起源
罗马尼亚族属欧罗巴人种巴尔干类型。使用罗马尼亚语，属印欧语系罗曼语族。其远祖系色雷斯人，早在青铜时代就生活在喀尔巴阡山-多瑙河-黑海地区。约于公元前700年，達契亞-葛特人从色雷斯族群中分离出来。公元前70年，葛特部落酋长布雷比斯塔斯将達契亞部落和葛特部落统一起来，建立了第一个独立的国家。罗马帝国入侵时，曾遭到以国王德凯巴鲁斯为首的達契亞人的抵抗。经过两次战争，部分達契亞领土被罗马人占领，划为罗马行省，当地居民遂被同化。271～272年罗马军队和行政机构撤出后，罗马化仍在继续，形成了達契亞-罗马人，此后，民族大遷徙的浪潮席卷達契亞，7世纪时有部分斯拉夫人留居下来 ，至10世纪亦融化于達契亞及罗马人之中。从此形成罗马尼亚人；又称瓦拉几亚人、沃洛几亚人或弗拉几亚人。

## 分布图

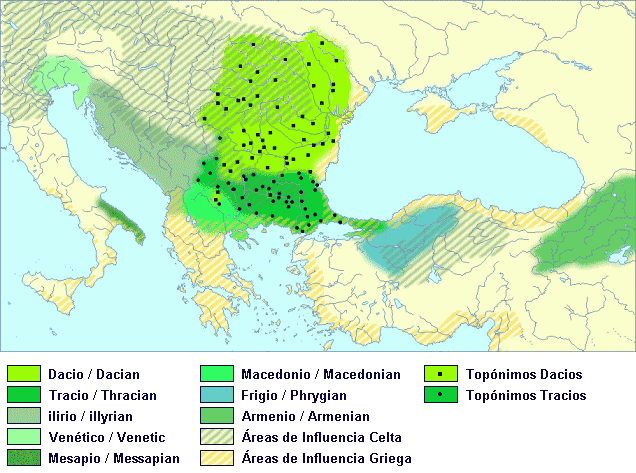
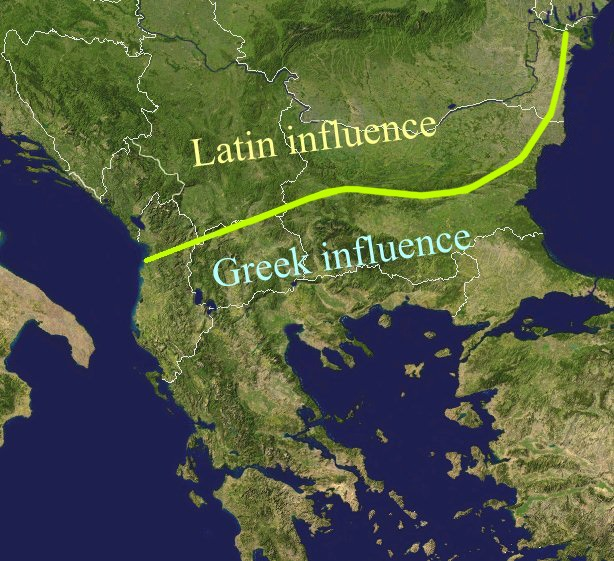
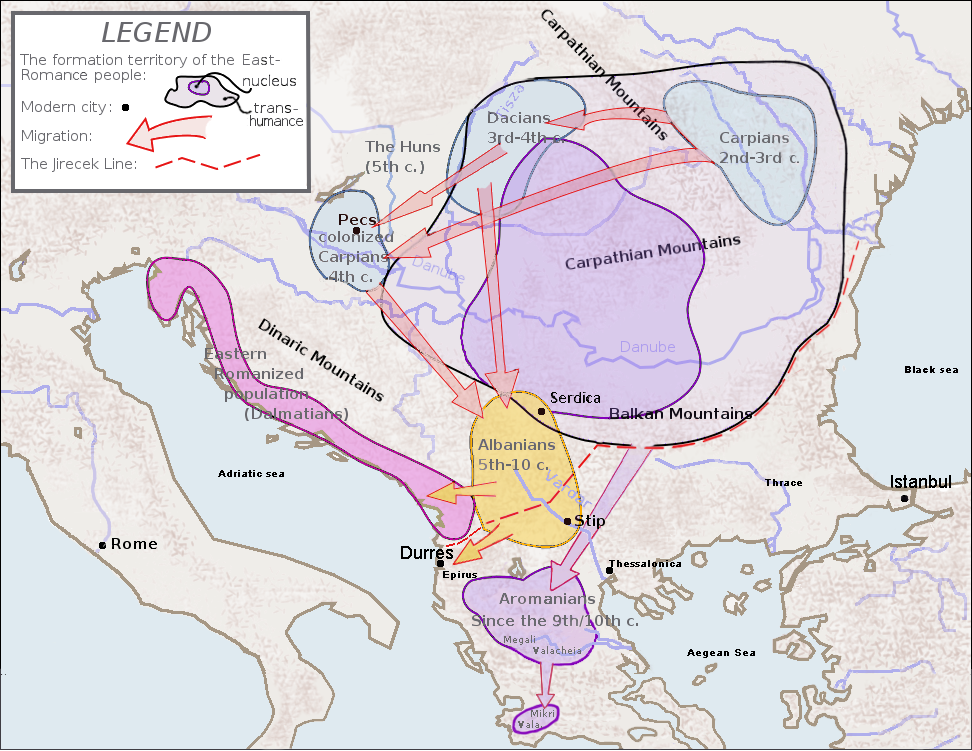
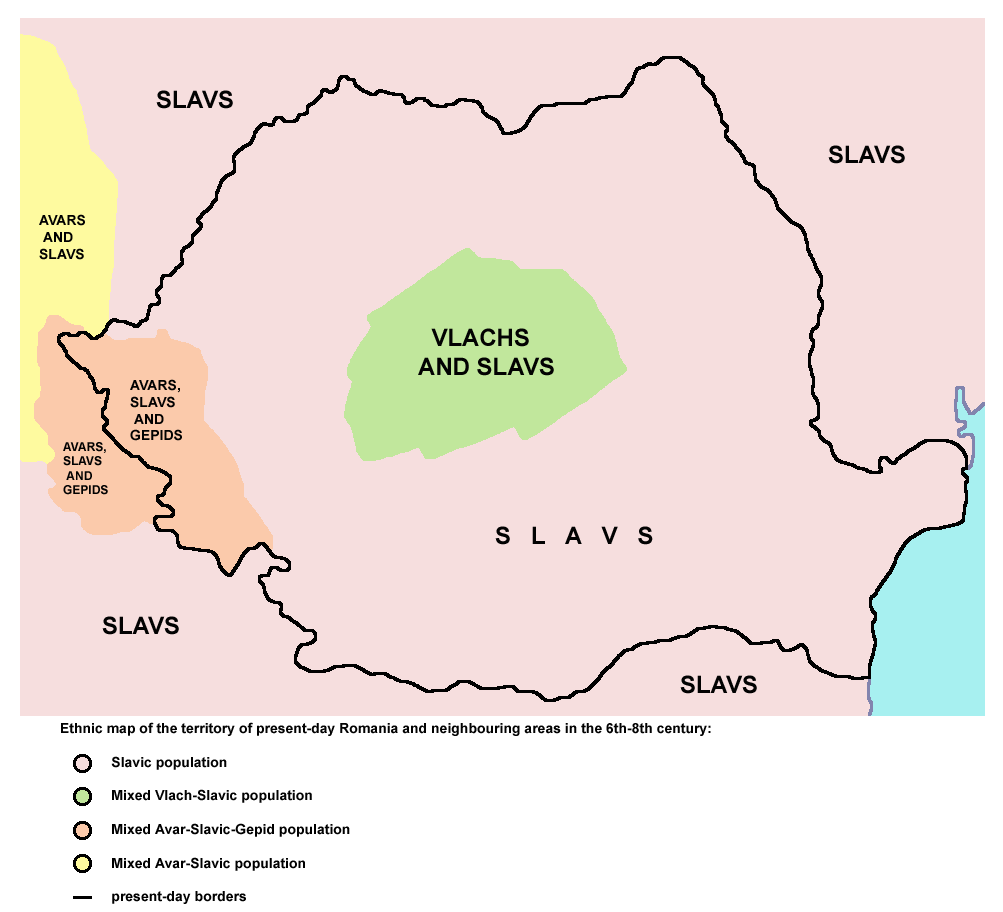
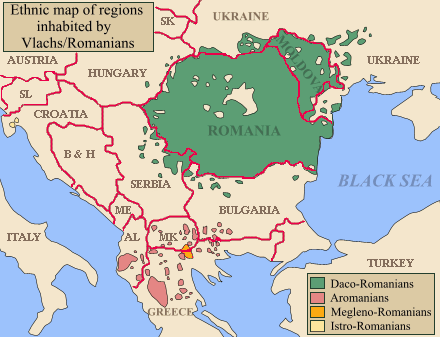
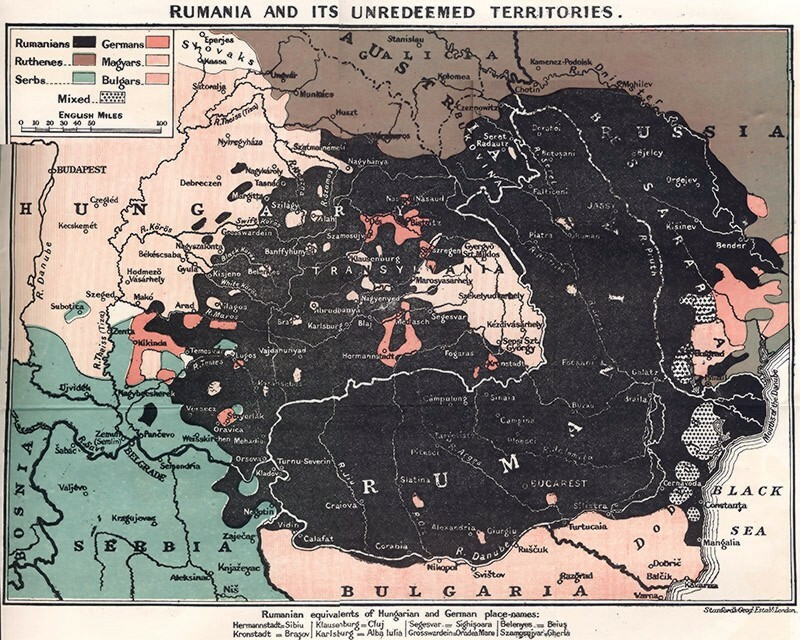
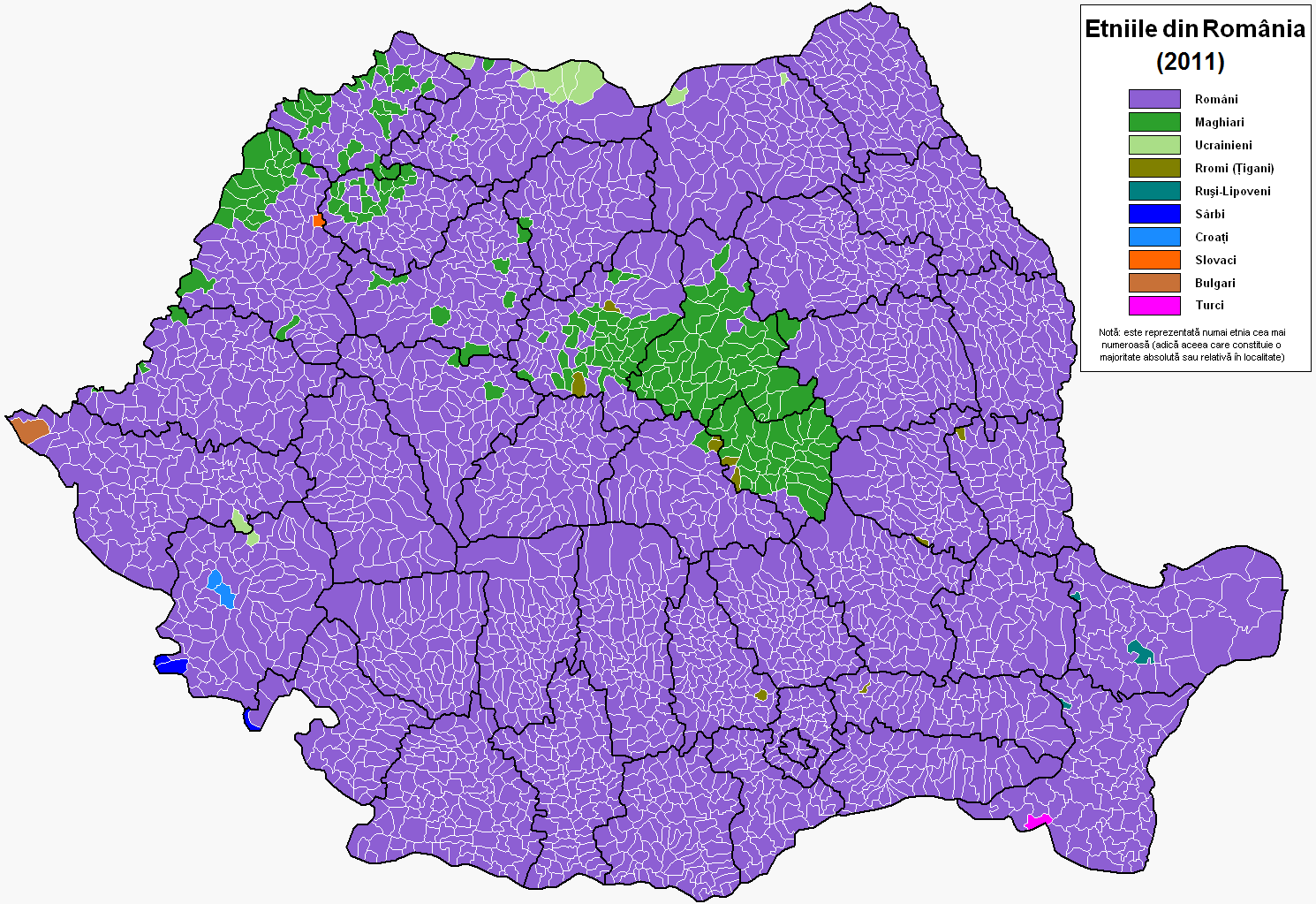